# Laura Castel
Laura Castel, née le 8 mai 1970, est une femme politique espagnole membre de la Gauche républicaine de Catalogne (ERC).

## Biographie

### Vie privée
Elle est mariée et mère d'une fille et un fils.

### Profession
Elle est titulaire d'une licence en sciences politiques et sociologie et d'un master en études internationales ainsi que d'un diplôme en droit européen. Elle est technicienne supérieur de l'administration de la Généralité de Catalogne.

### Activités politiques
Le 26 juin 2016, elle est élue sénatrice pour Tarragone au Sénat.